# 亞納烏爾庫山 (玻利維亞)
19°47′S 65°38′W / 19.783°S 65.633°W
亞納烏爾庫山（Yana Urqu），是玻利維亞的山峰，位於該國南部波托西省，處於波托西東南面，屬於安第斯山脈中波托西山脈的一部分，海拔高度約4,860米。